# Allgemeiner Deutscher Arbeiterverein

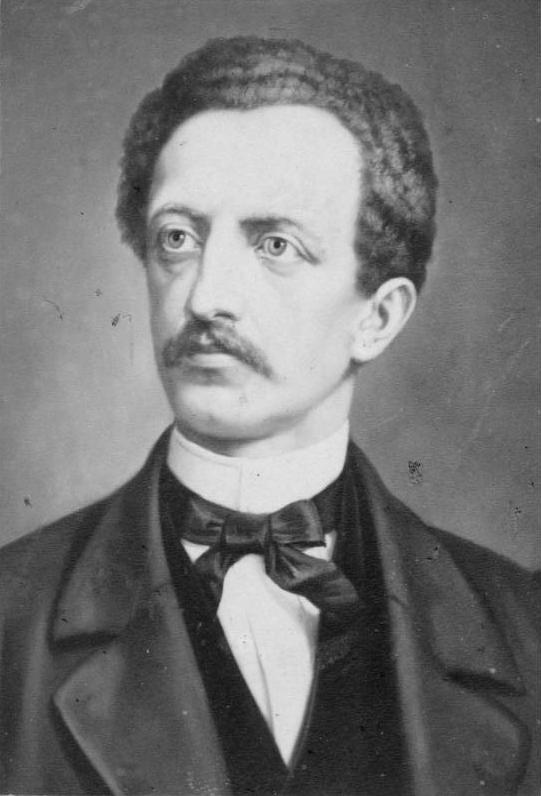
Ferdinand Lassalle (1825–1864), Gründer des ADAV

Der Allgemeine Deutsche Arbeiterverein (ADAV) war die erste Massenpartei der deutschen Arbeiterbewegung. Er wurde am 23. Mai 1863 in Leipzig (Königreich Sachsen) gegründet. Maßgeblicher Gründer war Ferdinand Lassalle. Nach dessen Tod im Jahr 1864 kam es zu Auseinandersetzungen um seine Nachfolge. Erst unter dem Vorsitz von Johann Baptist von Schweitzer ab 1867 war diese Krise überstanden. Ab 1869 stand der ADAV in Konkurrenz zur Sozialdemokratischen Arbeiterpartei, bis sich beide Organisationen auf dem Gothaer Fusionsparteitag Ende Mai 1875 zur Sozialistischen Arbeiterpartei Deutschlands, der unmittelbaren Vorläuferpartei der SPD, vereinigten.

## Vorgeschichte und Gründung
Ansätze zu einer eigenständigen Arbeiterbewegung hatte es bereits vor der bürgerlich dominierten Revolution von 1848/49, beispielsweise in Form des Bundes der Kommunisten und der Allgemeinen Arbeiterverbrüderung, gegeben. Beide fielen nach der Niederlage der Revolution der Reaktionspolitik zum Opfer. Der Kommunistenbund wurde im Zusammenhang mit dem Kölner Kommunistenprozess von der Obrigkeit zerschlagen, die Arbeiterverbrüderung konnte durch das Verbot politischer Vereine durch den Deutschen Bund 1854 nicht weiterarbeiten. Erst das Auslaufen der Reaktionsära in den deutschen Staaten eröffnete auch der Arbeiterbewegung zu Beginn der 1860er Jahre neue Entfaltungsmöglichkeiten. Zunächst entstanden, teilweise gefördert von liberalen und demokratischen Politikern, vor allem in Sachsen und einigen Teilen Preußens Arbeiterbildungsvereine. Aus deren Umfeld kamen auch die wesentlichen Impulse zur Gründung einer eigenen Arbeiterpartei.
Unterstützt auch vom Deutschen Nationalverein besuchte eine Gruppe von etwa fünfzig Arbeitern 1862 die Weltausstellung in London und nahm dort Kontakt zu ausländischen Arbeitern und politischen Emigranten auf, unter ihnen Karl Marx. Zurück in Deutschland wurde während einer Versammlung in Leipzig beschlossen, einen allgemeinen deutschen Arbeiterkongress einzuberufen. Zum Vorbereitungskomitee aus dem Umfeld des Leipziger Gewerblichen Bildungsvereins gehörten unter anderem August Bebel, Friedrich Wilhelm Fritzsche und Julius Vahlteich. Als sich eine Parteigründung immer stärker abzeichnete, zog sich Bebel von den Vorbereitungen wieder zurück, da er zu dieser Zeit noch auf eine Zusammenarbeit mit den bürgerlichen Demokraten setzte. Ähnliche Überlegungen zu einem Kongress gab es auch in Berlin, Hamburg und Nürnberg. Zwar wurde ein solches Treffen von Berliner Arbeitern bereits für November 1862 angekündigt. Dieses fand jedoch nicht statt, und die weiteren Vorbereitungen wurden den Leipzigern überlassen.
Lassalle war ein aktiver Teilnehmer der Revolution von 1848/49 im Rheinland und als solcher Weggefährte von Karl Marx und Friedrich Engels. Wie diese stammte er nicht aus der Arbeiterklasse, sondern war als Jurist Teil des Bildungsbürgertums. Gleichwohl kam er bereits früh mit der entstehenden Arbeiterbewegung in Kontakt und wandte sich ihr zu Beginn der 1860er Jahre ganz zu. Im April 1862 begann er in Versammlungen zu sprechen. Sein Vortrag Über den besonderen Zusammenhang der gegenwärtigen Geschichtsperiode mit der Idee des Arbeiterstandes wurde auch als Arbeiterprogramm veröffentlicht, aber unmittelbar danach von den Behörden beschlagnahmt. In einem weiteren Vortrag Über Verfassungswesen forderte Lassalle vor dem Hintergrund der Auflösung des preußischen Parlaments im selben Jahr die Durchsetzung eines allgemeinen, gleichen und direkten Wahlrechts. Einige Zeit später wurde Lassalle wegen dieser Schrift erstmals verurteilt. Die Reden fanden dennoch Widerhall in den Kreisen der gerade entstehenden Arbeiterbildungsvereine und waren für die Leipziger Vertreter entscheidend, sich an Lassalle zu wenden. Diese wandten sich zunächst an den Deutschen Nationalverein. Hermann Schulze-Delitzsch antwortete, dass die Zeit noch nicht reif sei, Arbeiter in den Verein aufzunehmen. Später äußerte er, sie dürften sich allerdings als „geistige Ehrenmitglieder“ fühlen. Das Komitee, unter anderem vertreten von Julius Vahlteich, Friedrich Wilhelm Fritzsche und Otto Dammer, wandte sich am 11. Februar 1863 in einem Brief auch an den Journalisten Ferdinand Lassalle, um dessen Ansicht zur Arbeiterbewegung und den Mitteln, die sie einsetzen sollte, zu erfahren.
Lassalle antwortete dem Komitee am 1. März 1863 mit seinem Offenen Antwortschreiben. Darin forderte er programmatisch:

„Der Arbeiterstand muss sich als selbstständige politische Partei konstituieren und das allgemeine, gleiche und direkte Wahlrecht zu dem prinzipiellen Losungswort und Banner dieser Partei machen. Die Vertretung des Arbeiterstandes in den gesetzgebenden Körpern Deutschlands – dies ist es allein, was in politischer Hinsicht seine legitimen Interessen befriedigen kann.“

Er führte weiter aus, dass die soziale Lage der Arbeiter durch das ‚eherne Lohngesetz‘ bestimmt sei, wonach die Reallöhne langfristig gerade so hoch seien, wie nötig sei, um die benötigte Zahl an Arbeitern zu ernähren. Hilfe versprach er sich von Produktivassoziationen mit Unterstützung des Staates.
Innerhalb des Leipziger Komitees kam es zu Auseinandersetzungen vor allem mit liberalen Politikern, die den örtlichen Arbeiterverein bislang gefördert hatten. In einer Abstimmung erklärten sich allerdings 1300 Anwesende gegen 2 Stimmen für die Ausführungen Lassalles. Ein neues Komitee bereitete die Gründung eines entsprechenden Vereins vor. Ende März 1863 fanden in Hamburg, Düsseldorf, Solingen, Köln, Barmen und Elberfeld (heute beide zu Wuppertal) Arbeiterversammlungen statt, die sich den Leipziger Beschlüssen anschlossen. Zahlreiche weitere Arbeitervereine lehnten dagegen unter dem Einfluss der bürgerlichen Liberalen und Demokraten Lassalles Programm ab.
Am 23. Mai 1863 wurde im Pantheon in Leipzig von Ferdinand Lassalle und Abgesandten aus Leipzig, Hamburg, Harburg, Köln, Düsseldorf, Elberfeld, Barmen, Solingen, Frankfurt am Main, Mainz und Dresden der Allgemeine Deutsche Arbeiterverein gegründet. Zu den Gründungsmitgliedern gehörten neben Vahlteich und Fritzsche auch Theodor Yorck und Bernhard Becker. Lassalle wurde für zunächst fünf Jahre zum Präsidenten gewählt. Diese Position war deutlich stärker als in den sozialdemokratischen Parteien der folgenden Jahrzehnte, da der Präsident bei seinen Entscheidungen weitgehende Handlungsfreiheit hatte. Erst nachträglich war die Zustimmung des 23-köpfigen Vorstandes nötig. Hier spielte Julius Vahlteich als Sekretär eine herausgehobene Rolle. Sitz des Vereins war Leipzig. Einen gewissen Ausgleich für die Machtfülle des Präsidenten bot vor allem die jährlich einberufene Generalversammlung, die sich aus gewählten Delegierten zusammensetzte. Allerdings blieb dieser Aspekt innerparteilicher Demokratie bis 1871 ohne nennenswerte Bedeutung. Dazu trugen auch Manipulationen von Seiten der Präsidenten und des Vorstandes bei. Da die bestehenden Vereinsgesetze die Bildung von lokalen Gruppen ausschlossen, musste jedes Mitglied dem zentralen Verein beitreten. Ziel des Vereins war nach seinem programmatischen Selbstverständnis die „Vertretung der sozialen Interessen des deutschen Arbeiterstandes“.

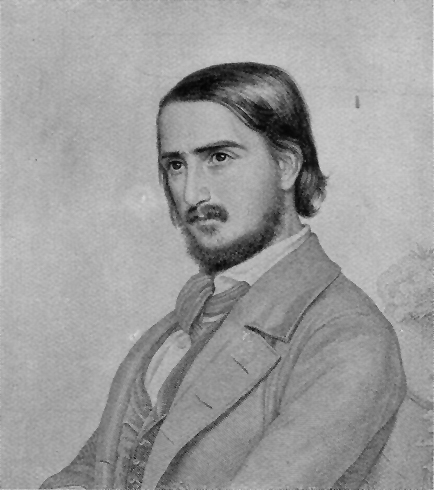
Georg Herwegh (1817–1875)

Die optimistische Stimmung der neuen Partei kam auch in dem noch im Gründungsjahr gedichteten Bundeslied von Georg Herwegh zum Ausdruck, das auch nach dem Ende des ADAV fester Bestandteil des Liedgut-Repertoires der Arbeiterbewegung blieb.
Mann der Arbeit, aufgewacht!

Und erkenne deine Macht!

Alle Räder stehen still.

Wenn dein starker Arm es will.

Deiner Dränger Schar erblaßt,

Wenn du, müde deiner Last,

In die Ecke stellst den Pflug.

Wenn du rufst: Es ist genug!

Brecht das Doppeljoch entzwei!

Brecht die Not der Sklaverei!

Brecht die Sklaverei der Not!

Brot ist Freiheit, Freiheit Brot!

## Entwicklung bis zum Tod Lassalles
Insbesondere Lassalles These vom ehernen Lohngesetz hatte erhebliche Folgen für die Positionierung des ADAV innerhalb des politischen Spektrums und für seine Politik. Es besagt, dass Selbsthilfeeinrichtungen oder Gewerkschaften letztlich an der sozialen Lage grundsätzlich nichts ändern können, weil die Löhne stets in der Nähe des Existenzminimums bleiben würden, während der Gewinn den Unternehmern zufließe. Der einzige Ausweg war nach Meinung Lassalles, dass die Arbeiter durch Gründung von Produktivgenossenschaften selbst zu Unternehmern werden müssten. Dies war ohne Staatsunterstützung allerdings nicht denkbar. Da die Bewilligung von Geldern für Staatsausgaben Sache der Parlamente war, bedeutete die Durchsetzung des allgemeinen und gleichen Wahlrechts die zentrale Voraussetzung auch für grundlegende soziale Veränderungen. Diese Position erklärt die relative Staatsnähe des ADAV und seine Vorbehalte, die gewerkschaftliche Arbeiterbewegung anzuerkennen.

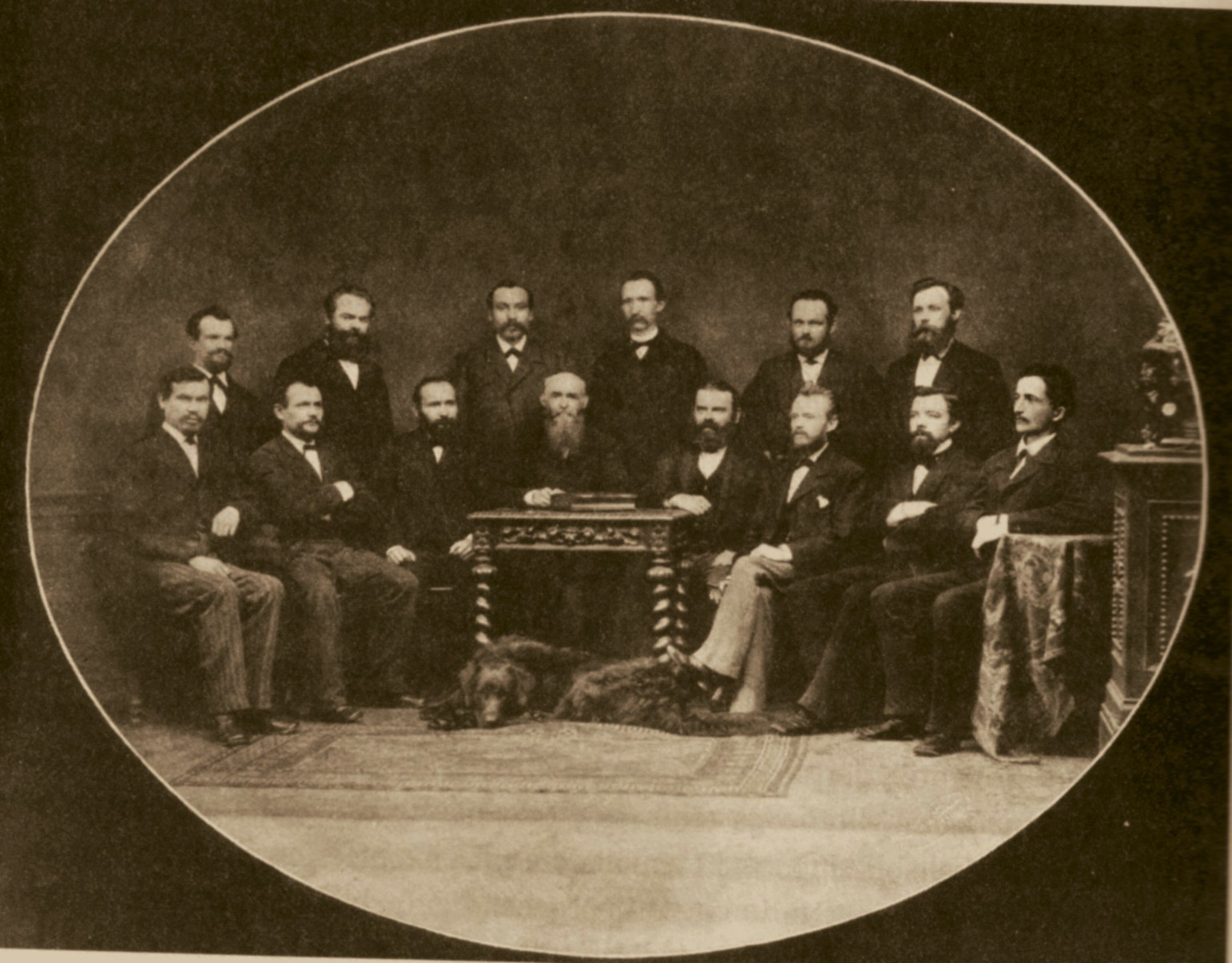
Foto der Delegierten und Gäste unmittelbar vor der Gründung des ADAV am 23. Mai 1863

Für Lassalle war der Hauptgegner der Arbeiterbewegung das liberale Bürgertum, das die demokratischen Forderungen von 1848 verraten habe. An diese demokratische Tradition habe die Arbeiterbewegung anzuknüpfen. Die Gegnerschaft gegen den Liberalismus führte auch dazu, dass Lassalle eine gewisse Nähe zu Otto von Bismarck nicht scheute, der zu dieser Zeit als preußischer Ministerpräsident im Verfassungskonflikt ein Gegner der Liberalen war. Lassalle rechnete mit Bismarcks Unterstützung bei der Überwindung des Dreiklassenwahlrechts und auf staatliche Unterstützung für den Aufbau von Produktivgenossenschaften. Tatsächlich haben sich Lassalle und Bismarck auch mehrfach getroffen, um – wenn auch vergeblich – die Möglichkeiten einer Zusammenarbeit auszuloten.
Die Sorge im liberalen Lager vor einem Übergang der Arbeiter zur neuen Partei war groß. Nicht zuletzt aus diesem Grund kam es unter Beteiligung von liberalen und demokratischen Politikern 1863 zum Zusammenschluss der ihnen nahestehenden Vereine im Vereinstag Deutscher Arbeitervereine (VDAV). Die Gründung des ADAV blieb allerdings zunächst ohne große Resonanz, die meisten der politisch interessierten Arbeiter blieben den Arbeiter- und Arbeiterbildungsvereinen treu. Angesichts der nur schwachen Mitgliederentwicklung des ADAV äußerte sich Lassalle nach einigen Monaten des Bestehens enttäuscht.

„Nicht wahr, diese Apathie der Massen ist zum Verzweifeln! Solche Apathie bei einer Bewegung, die rein für sie, rein in ihrem politischen Interesse stattfindet, und bei den in geistiger Beziehung immensen Agitationsmitteln, die schon aufgewendet worden sind und die bei einem Volke wie dem französischen schon Riesenresultate gehabt haben würden?! Wann wird das stumpfe Volk endlich seine Lethargie abschütteln.“

Lassalle sprach im September 1863 in verschiedenen Versammlungen erneut öffentlich und nahm dabei auch Stellung zur Gründung des VDAV. In diesem Rahmen kam es in Solingen zu blutigen Auseinandersetzungen zwischen seinen Anhängern und denen der Fortschrittspartei. In der Folge wurde er erneut zu einer Gefängnisstrafe verurteilt. Aller Anstrengungen zum Trotz blieb der ADAV auch in Berlin zunächst weitgehend erfolglos. Dort hatte er zwar Ende 1863 200 Mitglieder, diese Zahl sank allerdings in der Folge wieder auf 35. Gegenwind kam auch von Marx und Engels: Ihnen war die Idee einer Überwindung des Kapitalismus durch Produktivgenossenschaften verdächtig. Besondere Kritik übten sie an Lassalles Haltung gegenüber dem Liberalismus, da nach ihrer Überzeugung die Arbeiterbewegung zunächst gemeinsam mit dem Bürgertum die Reaktion zu bekämpfen habe, bevor die Arbeiter anschließend an eine eigene Revolution gehen könnten. Marx mahnte Wilhelm Liebknecht in einem Brief, sich politisch nicht mit Lassalle einzulassen, aber auch nicht offen gegen ihn aufzutreten. Widerspruch kam auch von innen. Julius Vahlteich trat im Januar 1864 aus Protest gegen das diktatorische Verhalten Lassalles von seinem Posten als Sekretär zurück.
Lassalle starb am 31. August 1864 nach einem Duell. Bei seinem Tod hatte der ADAV etwa 4600 Mitglieder. Im selben Jahr wurde das Bundeslied des ADAV durch eine Arbeitermarseillaise ersetzt, mit der Vorstandsmitglied Jacob Audorf dem charismatischen Parteigründer anlässlich seiner Totenfeier ein musikalisches Denkmal setzte. Er dichtete auf die Melodie der Marseillaise den noch lange viel gesungenen Refrain:
Nicht zählen wir den Feind

Nicht die Gefahren all:

Der kühnen Bahn nur folgen wir,

Die uns geführt Lassalle!

## Mitgliederstruktur und regionale Verteilung

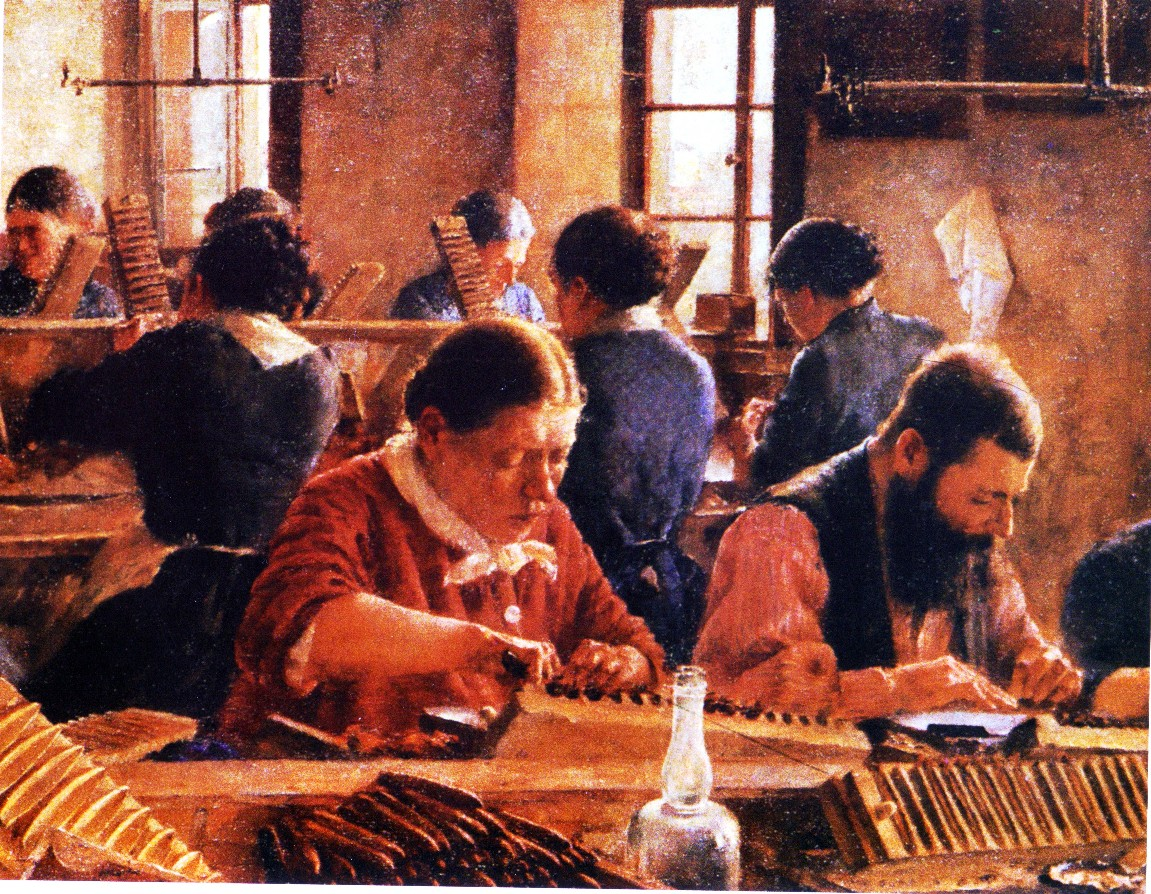
Zigarrenmacher (Gemälde von Johannes Marx von 1889)

Zwar war der besoldete Parteiapparat klein – anfangs bezog nur der Vereinssekretär ein Gehalt – gleichwohl hatte der ADAV erhebliche Kosten. Die Agitation vor Ort musste ebenso bezahlt werden wie Broschüren und auch das Parteiorgan Der Social-Demokrat kostete Geld, obwohl dieses eigentlich gar nicht der Partei, sondern von Schweitzer gehörte. Diese Ausgaben konnten nicht wie bei den liberalen Parteien durch Spenden wohlhabender Gönner gedeckt werden. Die Partei war also im Gegensatz zu den bürgerlichen Honoratiorenparteien von Beginn an eine Mitgliederpartei. Der Beitrag betrug 2 Silbergroschen. Bei einem Jahresverdienst von 200 Talern waren das etwa 0,43 % des Einkommens. Für viele Arbeiter, vor allem in den Heimarbeitergebieten, war dies immer noch zu hoch. Dort wurden die Beiträge dann ermäßigt. Auch aus diesem Grund blieb die finanzielle Situation der Partei immer angespannt.
Für den Zentralismus der Organisation waren nicht nur die Vereinsgesetze entscheidend, sondern wie bei der starken Stellung des Präsidenten die politische Konzeption von Lassalle, der die bürgerliche, föderalistische Vereinskultur als „Vereinsspielerei“ abtat und auf eine „Diktatur der Einsicht“ setzte. Dies war für ihn Voraussetzung für den Aufbau einer starken Organisation. Die Einheitlichkeit der Partei galt, wie die Parteipresse schrieb, als „höchstes Kleinod. (…) Einer Leitung folgend, können sie [die Arbeiter] wirklich allmälig über ihre mächtigen, durch alle bestehenden Einrichtungen gestützten Gegner Herr werden; die Aufrechterhaltung der Einheitlichkeit, die Fernhaltung der Spaltung, das ist also die organisatorische Hauptaufgabe.“
Als Basisorganisationen entstanden lokale „Gemeinden“, die aber für sich genommen keine eigenständige Politik machen sollten. Sie hatten zwar einen Vorstand, wurden aber von einem Bevollmächtigten des Gesamtvereins geleitet. In der Praxis entwickelten die Gemeinden jedoch durchaus ein Eigenleben. Diejenigen Ortsgruppen, die aus der Arbeitervereinsbewegung hervorgegangen waren, setzten etwa ihre Bildungsarbeit fort und entwickelten eine eigene lokale Vereinskultur. Dazu gehörte die Einrichtung von Hilfskassen, die Durchführung von Festen und Ausflügen oder sogar der Aufbau von Bibliotheken. Zentral für den Zusammenhalt wurde der Personenkult um Ferdinand Lassalle vor allem nach dessen Tod. Insgesamt zeigten sich im ADAV, wenn auch mit lokalen Unterschieden, deutliche Ansätze eines sozialdemokratischen Milieus. Dabei spielten Frauen – nicht nur wegen der restriktiven Vereinsgesetze – nur eine untergeordnete Rolle. Entsprechende Tendenzen, sieht man von der Führungsrolle der Gräfin Hatzfeldt ab, stießen auf Ablehnung bei den männlichen Anhängern der Partei.
Die Gründe sich dem ADAV anzuschließen waren regional sehr unterschiedlich. Die radikal antibürgerliche und antiliberale Programmatik hatte vor allem unter Kleinhandwerkern und in Gebieten mit antikapitalistischen und demokratischen Traditionen Erfolg. Dazu zählten etwa Hamburg, Harburg, Frankfurt am Main und Umgebung. Dort herrschten eher sozialrevolutionäre und radikaldemokratische Tendenzen innerhalb des ADAV vor. Dagegen fanden die sozial-ökonomischen Vorstellungen Lassalles in älteren Gewerberegionen wie in Sachsen und in Gebieten mit einer in die Krise geratenen heimgewerblichen Struktur etwa im Erzgebirge Anklang. Wichtig waren auch solche Gebiete, in denen wie im bergischen Land oder im märkischen Sauerland die Kleinproduzenten stark proletarisiert worden waren und durch die frühindustrielle Entwicklung seit längerem eine stark polarisierte Gesellschaft entstanden war. So konnte der ADAV im Rheinland und im bergischen Land an die Traditionen von 1848/49 anknüpfen. In diesen älteren und teilweise krisenbedrohten Regionen stießen die staatssozialistisch interpretierten Produktivgenossenschaften auf Anklang.

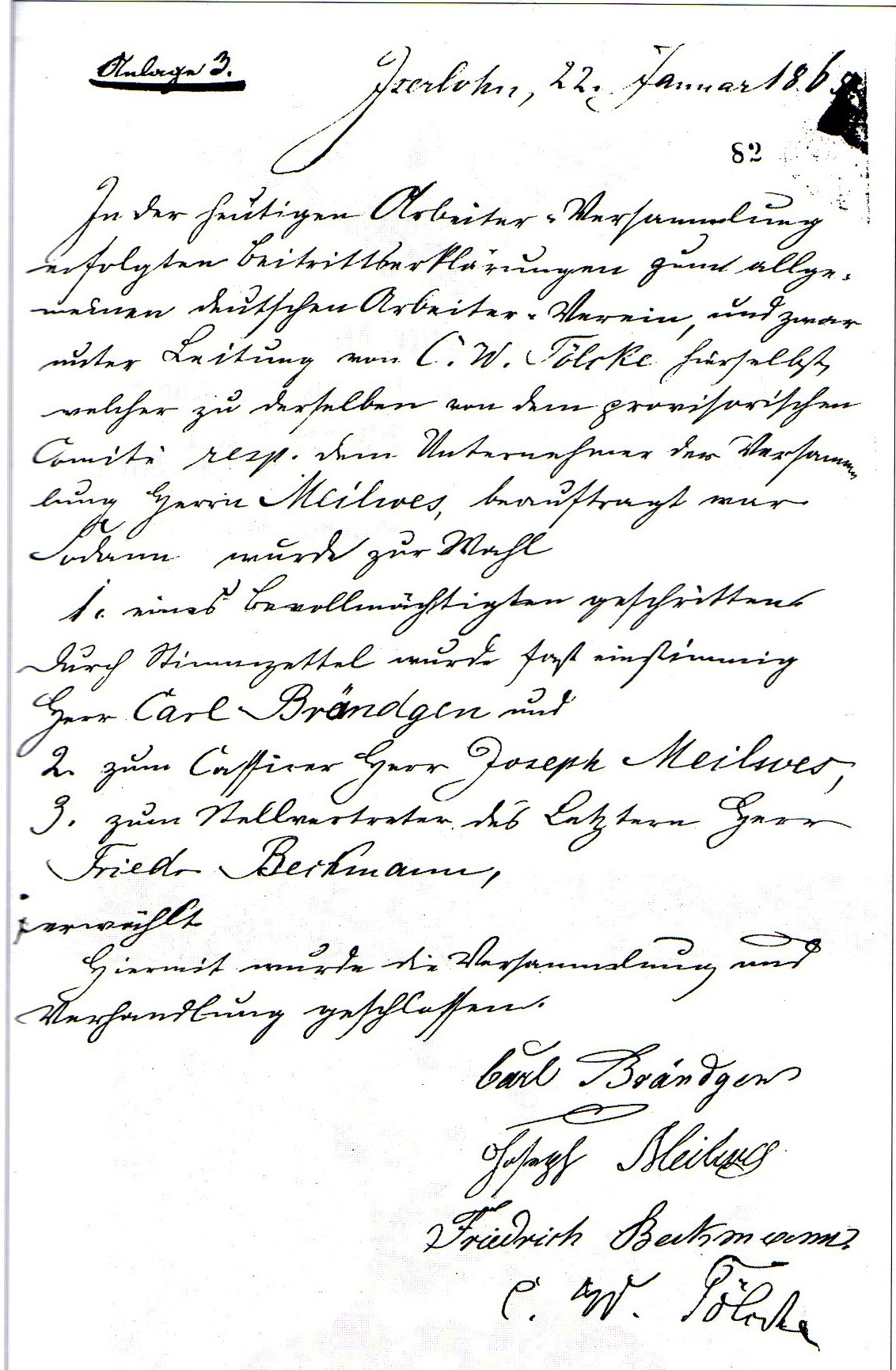
Gründungsdokument der ADAV Gemeinde in Iserlohn

Auf Grund der unterschiedlichen Wirtschaftsstruktur stammten die Mitglieder aus jeweils verschiedenen Schichten der entstehenden Arbeiterschaft. Im westfälischen Raum gehörten nicht so sehr die Massenarbeiter der neuen Industrien etwa der Eisenproduktion dem ADAV an, sondern es waren vielfach Beschäftigte in teilweise noch stark handwerklich geprägten Branchen. In Solingen gehörten dazu etwa die Messerproduzenten, in Iserlohn waren es die Arbeiter des Metallwarengewerbes. Aus Eschweiler wurde berichtet, dass zwar die Fabrikarbeiter, nicht aber die Bergleute sich dem Verein angeschlossen hätten. Durchaus beträchtlich war auch der Anteil der Handwerker. In Hamburg und wohl auch anderswo beschränkte sich die Mitgliedschaft auf wandernde Gesellen, während der ADAV unter den ansässigen Gesellen und Meistern kaum Rückhalt fand. Eine nicht unerhebliche Bedeutung spielten daneben auch die Beschäftigten im alten und neuen Heimgewerbe. In Schlesien gehörten dazu die Weber. In Ostwestfalen und in Teilen Sachsens gehörten die Zigarrenarbeiter zu einer für die Entstehung der organisierten Arbeiterbewegung wichtigen Gruppe. Sofern die Produktion nicht im protoindustriellen Heimgewerbe stattfand, wurden die Zigarren in Manufakturen hergestellt. Der weitgehend fehlende Maschinenlärm erleichterte dort die Kommunikation. Trotz ihrer handwerksähnlichen Tätigkeit fehlte den Zigarrenmachern ein entsprechendes Sozialprestige. Eine wichtige Rolle spielten, wie schon bei der Gründung der Arbeiterverbrüderung, die Buchdrucker. Diese verfügten über ein bis in die vorindustrielle Zeit zurückreichendes handwerkliches Selbstbewusstsein und waren relativ gebildet. Allerdings wurde ihre Qualifikation durch die Mechanisierung auch im Druckgewerbe zunehmend entwertet, auch geriet die bisherige soziale Sicherheit und fast ständische Exklusivität in Gefahr. Es war kein Zufall, dass die Gründung des ADAV von der Stadt Leipzig ausging, die damals das Zentrum des Verlagswesens in Deutschland darstellte. Dort wurde die politische Kommunikation auch durch den Charakter als Messe- und Universitätsstadt sowie als Verkehrszentrum gefördert.
Während die ältere Forschung insgesamt vor allem die Bedeutung der Handwerker und der Heimgewerbetreibenden hervorgehoben hatte, kommen neuere Untersuchungen zu dem Ergebnis, dass neben diesen zweifellos wichtigen Gruppen auch die modernen Lohn- und Fabrikarbeiter unter den Mitgliedern des ADAV bereits in den 1860er Jahren relativ stark vertreten war.

## Der ADAV bis zur Spaltung
Die innere Entwicklung zwischen 1864 und 1867 war von Fraktionskämpfen um die Führung im ADAV bestimmt. Hinter diesen standen weniger inhaltliche Differenzen, sondern im Wesentlichen rein persönliche Querelen. Allerdings spielten Fragen des Führungsstils, aber auch das Problem eine Rolle, ob man den finanziell angeschlagenen Verein an einen Gönner in Person der Gräfin Hatzfeld ausliefern sollte.
Bereits die Suche nach einem neuen Vorsitzenden gestaltete sich schwierig. Der von Lassalle testamentarisch eingesetzte Bernhard Becker stieß auf den Widerstand von Sophie von Hatzfeldt, der einflussreichen zeitweiligen Lebensgefährtin Lassalles. Außerdem hatte sich Becker durch den Bruch der Vereinsstatuten selbst diskreditiert. Im Verlauf dieser Auseinandersetzung kam es ausgehend von Leipzig zu ersten Abspaltungen, ehe Becker zurücktrat.
Der Gedanke, Karl Marx zum Nachfolger zu machen, zerschlug sich an unüberbrückbaren programmatischen Differenzen. In der Folge kam es zwar zu einer Annäherung, als die von Marx entworfene Inauguraladresse für die Internationale Arbeiterassoziation auch in der neuen, von Johann Baptist von Schweitzer herausgegebenen Zeitung des ADAV Der Social-Demokrat mehrfach erschien. Aber zum endgültigen Bruch zwischen Schweitzer auf der einen Seite sowie Marx, Engels und Wilhelm Liebknecht auf der anderen Seite kam es 1865 nach der Veröffentlichung von Artikeln, die die Politik Bismarcks positiv beurteilten. Auch die Haltung des Parteiblattes gegenüber den bürgerlichen Parteien und der Personenkult um Lassalle trugen zur Distanzierung bei.

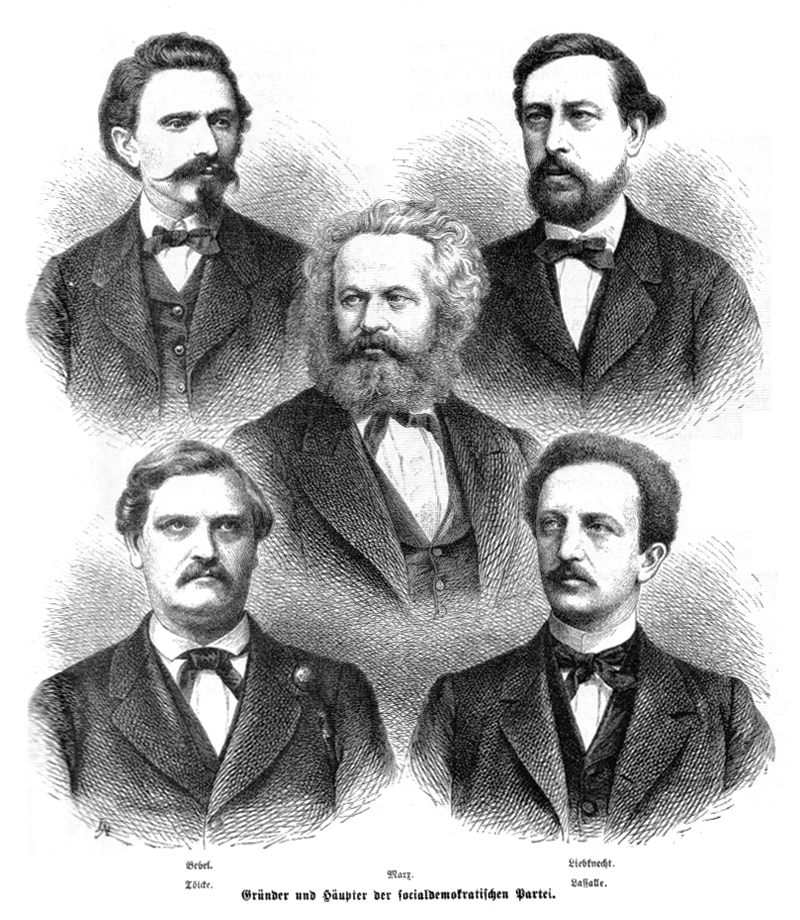
Köpfe der frühen deutschen Arbeiterbewegung (August Bebel, Wilhelm Liebknecht (beide SDAP) – obere Reihe, Karl Marx als theoretischer Impulsgeber – Mitte, Carl Wilhelm Tölcke, Ferdinand Lassalle (beide ADAV) – untere Reihe)

Vom 30. November bis 1. Dezember 1865 fand in Frankfurt am Main die 2. Generalversammlung des ADAV statt. Dabei wurden die etwa 5000 Mitglieder von neunzehn Delegierten vertreten. Andere Quellen sprechen von 9400 Mitgliedern aus 67 Orten. Carl Wilhelm Tölcke wurde einstimmig zum Präsidenten gewählt, nachdem die Amtszeit auf ein Jahr verkürzt worden war. Während dieser Versammlung wurde auf Anregung von Friedrich Wilhelm Fritzsche der Allgemeine Deutsche Zigarrenarbeiterverband als die erste zentral organisierte Gewerkschaft gegründet.
Im Jahr 1866 kam es im Laufe einiger Volksversammlungen in Dresden zu einer ersten Annäherung zwischen dem ADAV und dem VDAV. August Bebel als Vertreter der Arbeitervereine sprach sich dabei für ein Zusammengehen beider Richtungen etwa in der Wahlrechtsfrage aus. Innerhalb des ADAV hatte der Präsident Tölcke mit einer doppelten Opposition zu tun. Dies waren die Anhänger der Gräfin Hatzfeldt mit Schwerpunkt in Solingen sowie das hinter Schweitzer stehenden Vereinsblatt und die Leipziger Polizei, die Tölcke auf Grund alter Haftstrafen die Anerkennung verweigerte. Diesem Druck war Tölcke nicht gewachsen und trat zurück. Aus diesem Grund fand am 17. Juni eine außerordentliche Generalversammlung des ADAV statt. Zu diesem Zeitpunkt hatte der Verein etwa 9400 Mitglieder. Nachfolger Tölckes wurde nach einer Kampfabstimmung August Perl. Die Beteiligung von einigen sächsischen Mitgliedern des Vereins an der Gründung der Sächsischen Volkspartei stieß in weiten Teilen der Organisation wegen der preußenkritischen Haltung der Volkspartei auf Kritik. In der Tat war der Gegensatz zwischen ADAV und Sächsischer Volkspartei (und der späteren SDAP) vor allem von der unterschiedlichen Beurteilung der nationalen Frage bestimmt. Während die Anhänger Lassalles kleindeutsch-preußisch eingestellt waren, standen Bebel und Liebknecht auf der großdeutschen und antipreußischen Seite.
Auf der vierten Generalversammlung des ADAV am 27. Dezember 1866 kam es zum endgültigen Bruch mit Gräfin Hatzfeld, die daraufhin 1867 als Abspaltung den Lassalleschen Allgemeinen Deutschen Arbeiterverein (LADAV) („Hatzfeldtianer“) gründete. In der Mehrheitsorganisation wurde Perl als Vorsitzender bestätigt. Diese gab sich außerdem ein neues Programm, in dem die Partei die Auflösung jedes Staatenbundes, konkret also des gerade entstehenden Norddeutschen Bundes, zugunsten eines Einheitsstaats verlangte. Ferner wurden die Einführung des allgemeinen, gleichen und direkten Wahlrechts sowie von Diäten für Abgeordnete eingefordert. Der neu zu wählende Reichstag des Norddeutschen Bundes sollte nicht nur beratende, sondern beschließende Funktion haben. Außerdem wurde erneut die Einrichtung von freien Arbeiter-Assoziationen zur Lösung der sozialen Frage gefordert.
Bei den Wahlen zum konstituierenden Norddeutschen Reichstag stellten sächsische Volkspartei und ADAV eigene Kandidaten auf. Durch die unterschiedlichen regionalen Schwerpunkte kam es allerdings kaum zu einer direkten Konkurrenz, da beide Parteien nur in wenigen Wahlkreisen kandidierten. Während zwei Vertreter – Bebel und Reinhold Schraps von der Volkspartei – auch gewählt wurden, ging der ADAV leer aus.

## Die Ära Schweitzer

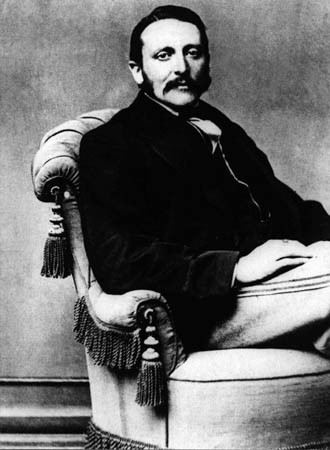
Johann Baptist von Schweitzer

Zum Zeitpunkt der 5. Generalversammlung des ADAV am 19./20. Mai 1867 gab es Teilvereine in 45 Orten, die jedoch zusammen nur noch etwa 2500 Mitglieder hatten. Auf dieser Versammlung wurde Johann Baptist von Schweitzer zum Präsidenten mit erneut fast diktatorischen Vollmachten gewählt. Dieser erklärte, dass die Arbeiterklasse gegen die in Preußen und dem norddeutschen Bund herrschenden reaktionären Gewalten in „schärfster Opposition“ verharren sollte.
Bei den Wahlen zum ersten regulären Reichstag des Norddeutschen Bundes wurden vom ADAV Schweitzer, Peter Adolf Reincke (für den später Fritzsche das Mandat übernahm) sowie in einer Nachwahl Wilhelm Hasenclever gewählt. Vom LADAV kamen Friedrich Wilhelm Emil Försterling und Fritz Mende hinzu. In den Verhandlungen des Parlaments zeigten sich bald erneut tiefe Differenzen zwischen Liebknecht als Vertreter der sächsischen Volkspartei und Schweitzer. Einig waren sich beide in ihrer Ablehnung der inneren Gestaltung des Norddeutschen Bundes. Während der großdeutsch gesinnte Liebknecht den Bund gänzlich ablehnte, zeigte sich Schweitzer kompromissbereiter. Große Unterschiede bestanden auch hinsichtlich der Rolle des Parlaments. Für den Marxisten Liebknecht hatte die parlamentarische Arbeit zu diesem Zeitpunkt über ihren Beitrag zur Agitation hinaus keinen Sinn, vielmehr würde die aktive Mitarbeit eine indirekte Anerkennung der Instrumente bürgerlicher Klassenherrschaft bedeuten. Schweitzer dagegen wollte das Parlament ganz im lassalleschen Sinne nutzen, die Interessen der Arbeiter insbesondere bei der anstehenden Wirtschaftsgesetzgebung zu vertreten.
Im Parlament profilierte sich Schweitzer als Verfechter eines ausgeprägt sozialistischen Standpunktes. So forderte er das uneingeschränkte Koalitionsrecht, das Verbot der Kinder- und Sonntagsarbeit, die staatliche Beschränkung der Arbeitszeit (Zehnstundentag), eine Verschärfung der staatlichen Gewerbeaufsicht und das endgültige Verbot des Trucksystems. Ein entsprechender Antrag scheiterte allerdings im Parlament bereits in der Vorphase. Es gelang Schweitzer nicht, die nötigen Unterstützerstimmen für eine Einbringung zu gewinnen. So verweigerte Liebknecht die Unterschrift, um den Norddeutschen Bund nicht durch eine seiner Ansicht nach fortschrittliche Gesetzgebung zu stützen. Außerdem wurde in einigen Parlamentsbeiträgen Schweitzers eine gewisse Distanz zu den Ideen Lassalles deutlich. Bei der Herstellung der politischen Freiheit hoffte man nicht mehr auf den Staat Bismarcks, vielmehr müssten die Arbeiter diese selbst erkämpfen. Entsprechende Bemühungen auf einzelstaatlicher Ebene würden dabei nicht ausreichen. Erfolgreich sei nur ein Kampf im Bunde mit den Arbeitern der übrigen Staaten. Auch die ehemals so wichtige Forderung nach Produktivgenossenschaften verlor an Bedeutung. Wichtiger wurde die stärkere Beteiligung der Arbeiter an den wirtschaftlichen Gewinnen, etwa durch Gewerkschaften.
Die über Lassalle hinausführende Politik des ADAV unter Schweitzer führte zunächst zu einer neuen Geschlossenheit nach innen. Nach außen gewann die Organisation an Attraktivität und zog neue Mitglieder an. Bei der 7. Generalversammlung vom 23. bis 26. August 1868 in Hamburg vertraten 36 Delegierte 83 Orte. Je nach Quelle schwankt die Zahl der Mitglieder zwischen etwa 7200 und 8200. Wichtigstes Thema war die Streik- und Gewerkschaftsfrage. Diese wurde zum einen durch eine ausgedehnte Streikbewegung und zum anderen durch die bevorstehende Aufhebung des Koalitionsverbots aktuell. Eigentlich widersprach der Aufbau von Gewerkschaften dem Prinzip des „ehernen Lohngesetzes“, nach dem Anstrengungen, die Löhne zu erhöhen, zum Scheitern verurteilt schienen. Aber Schweitzer war auch mit Blick auf die Gewinnung neuer Mitglieder pragmatisch genug, um die Partei zu Aktivitäten in dieser Hinsicht zu drängen. Nur mit der Androhung seines Rücktritts konnte er allerdings die Widerstände überwinden. Die Versammlung stimmte einem Antrag zu, der zwar den Streik nicht als ein geeignetes Mittel ansah, um die Produktionsverhältnisse und damit die Lage der Arbeiter grundsätzlich zu ändern; gleichwohl sei er geeignet das Klassenbewusstsein zu stärken, die Polizeibevormundung zu durchbrechen und einzelne Missstände zu beseitigen. Es wurde beschlossen, dass ein allgemeiner Arbeiterkongress einberufen werden sollte, der über die Gründung von allgemeinen Gewerkschaften beschließen sollte.
Der ADAV wurde am 16. September 1868 von der Leipziger Polizeibehörde aufgelöst, da er trotz Verbots Zweigvereine gegründet hatte. Die Wiedergründung erfolgte am 10. Oktober 1868 in Berlin.
Der angekündigte allgemeine Arbeiterkongress fand vom 26. bis 29. September 1868 ebenfalls in Berlin statt. Anwesend waren über 200 Delegierte aus 110 Orten, die zusammen über 140.000 Arbeiter repräsentierten. Beschlossen wurde die Gründung eines Allgemeinen Deutschen Arbeiterschaftsverbands als gewerkschaftliche Dachorganisation. Ihr Präsident wurde ebenfalls Schweitzer. Marx lehnte die Statuten der Organisationen umgehend ab, da sie auf den Organisationsgrundlagen des ADAV beruhten. Als Reaktion auf den Vorstoß des ADAV begann Max Hirsch mit der Gründung der liberalen Hirsch-Dunckerschen Gewerkvereine, und August Bebel entwarf ebenfalls ein Musterstatut für die vom VDAV beabsichtigte Gründung von Internationalen Gewerksgenossenschaften. Wohl auch als Abgrenzung zum ADAV sprach sich der LADAV, der auf seiner Generalversammlung angab, fast 12.000 Mitglieder zu organisieren, gegen Streiks aus. Wohl auch, weil Gewerkschaften mit Lassalles „ehernem Lohngesetz“ unvereinbar waren, setzte bald der Niedergang der parteinahen Gewerkschaftsorganisation ein. Bereits ein Jahr nach ihrer Gründung löste sie sich zu Gunsten eines Allgemeinen Deutschen Arbeiterunterstützungsverbandes auf. Dieser zählte anfangs noch 35.000 Mitglieder, verlor aber rasch an Bedeutung.

## Wiedervereinigung und innere Konflikte

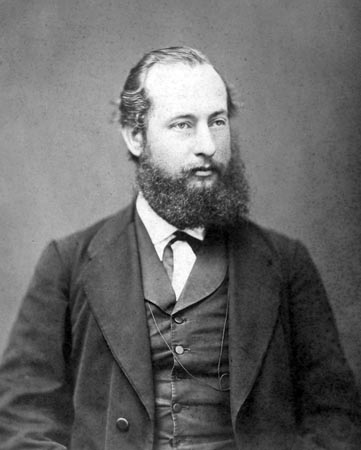
Wilhelm Hasenclever (1837–1889), letzter Präsident des ADAV

Auf der 9. Generalversammlung des ADAV ab dem 1. März 1869 in Elberfeld (heute zu Wuppertal) waren 67 Delegierte anwesend, die 126 Orte und etwa 12000 Mitglieder vertraten. Damit hatte der ADAV in Jahresfrist etwa 5000 neue Mitglieder dazugewonnen.
Als Gäste waren auch Wilhelm Liebknecht und August Bebel anwesend, die Schweitzer wegen dessen preußenfreundlicher Haltung scharf angriffen. Auch in der Organisation selbst gab es deutliche Vorbehalte gegenüber dem Präsidenten. Bei der Vorstandswahl stimmte zwar eine Mehrheit von 42 Delegierten für Schweitzer, aber immerhin 12 Delegierte, hinter denen 4500 Anhänger standen, enthielten sich der Stimme. Als Reaktion gegen das selbstherrliche Vorgehen des Präsidenten wurden dessen Vollmachten stark eingeschränkt. Trotz der offenen Kritik kam es zwischen Bebel, Liebknecht und Schweitzer einige Zeit später zu einer Absprache, gegenseitige Angriffe zu unterlassen und sich im Reichstag zu unterstützen.
Im Social-Demokrat vom 18. Juni 1869 riefen Schweitzer als ADAV-Präsident und Mende als Präsident des LADAV zur Wiedervereinigung beider Parteien auf, was bald auch tatsächlich geschah. Ein zentraler Grund für die Bereitschaft sich dem ADAV wieder anzuschließen, war die katastrophale Lage des LADAV. Die Vereinsspitze hoffte durch bestimmte Bedingungen, das Erbe Lassalles durch diesen Schritt retten zu können. Da die Vereinigung allerdings auf Basis der Statuten von 1863 erfolgte, bedeutete sie, dass die weitgehende Vollmachten des Präsidenten wieder in Kraft waren. Verbunden war die Vereinigung unter anderem auch damit, dass die ehemaligen Anhänger des LADAV eine Erklärung mit dem Inhalt durchsetzen, dass die Gewerkschaftsgründungen des ADAV sich als Fehlschlag erwiesen hätten.
Teile des ADAV protestierten scharf gegen diesen als „Staatsstreich“ gegen die Elberfelder Beschlüsse und die Verdammung der Gewerkschaften. In diesem Zusammenhang gehört auch der Aufruf einiger führender Mitglieder des ADAV, vor allem Samuel Spier, Wilhelm Bracke und Theodor Yorck, für einen Einigungskongress der Arbeiterbewegung. Mit diesem Aufruf war eine scharfe Kritik an der als egoistisch wahrgenommenen Politik Schweitzers verbunden. Die Kritiker verließen den ADAV. Den Gewerkschaftsführern Fritzsche und York folgte ein Großteil der Zigarren- und Holzarbeiter. Letztlich hatte sich auch die Vereinigung mit dem LADAV nicht ausgezahlt, da dieser sich im Oktober 1869 wegen Unstimmigkeiten über eine neue Geschäftsordnung wieder abspaltete.
Einige Zeit später erschien ein Aufruf von zahlreichen Vertretern unterschiedlicher Gruppierungen zu einem Einigungskongress. Dieser fand vom 7. bis 9. August 1869 in Eisenach statt. Neben einer ganzen Anzahl ehemaliger ADAV-Anhänger sowie Vertretern des VDAV waren auch über 100 Delegierte von Anhängern Schweitzers anwesend. Da diese der neu zu gründenden SDAP nicht beitreten wollten, wurden sie von der Versammlung ausgeschlossen. Die Abspaltung und Gründung einer neuen Konkurrenzorganisation führte zu einem Rückgang der Mitgliederzahlen des ADAV. Zur Generalversammlung von 1870 sanken sie auf etwa 8000 und ein Jahr später gab es nur noch etwa 5200 zahlende Mitglieder.
Wie unterschiedlich ADAV und die Eisenacher der sich abzeichnenden kleindeutschen Reichsgründung teilweise gegenüberstanden, zeigte sich besonders deutlich beim Ausbruch des Deutsch-Französischen Krieges. Bei der Bewilligung der nötigen Kriegskredite enthielten sich im norddeutschen Reichstag Bebel und Liebknecht der Stimme und stießen damit auch auf Kritik in der eigenen Partei. Dagegen votierten Schweitzer und das ehemalige ADAV-Mitglied Fritzsche eindeutig dafür. Allerdings näherten sich beide Seiten nach dem Sturz Napoleons III. wieder an. Da damit das eigentliche Kriegsziel erreicht sei, waren sich beide Parteien in der Ablehnung einer Fortführung der Kampfhandlungen sowie der Annexion von Elsass-Lothringen einig.
Bei den ersten Wahlen zum Reichstag des Deutschen Kaiserreichs am 3. März 1871 entfielen auf den ADAV etwa 60.000 Stimmen, auf die SDAP 40.000 Stimmen. Von den Abgeordneten der Arbeiterparteien konnten nur Bebel und Schraps ihre Mandate behaupten. Schweitzer sah dies als eine klare Wahlniederlage an und erklärte auch aus diesem Grund seinen Rücktritt. Er blieb noch einige Wochen kommissarisch im Amt, zog sich dann ganz aus der aktiven Politik zurück und betätigte sich in der Folge als Schriftsteller und Bühnenautor.

## Die Zeit bis zur Vereinigung von ADAV und SDAP

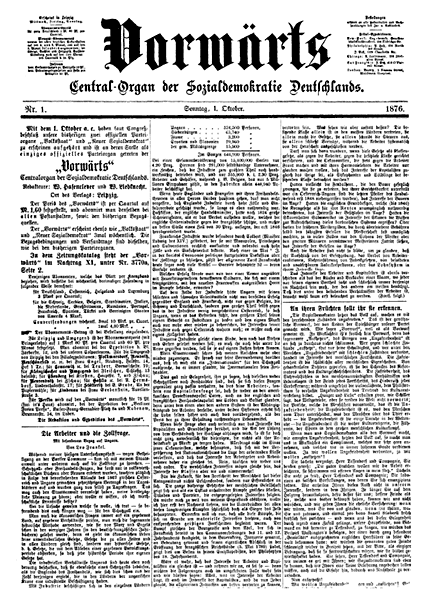
Erstausgabe des Vorwärts mit dem Bericht der Vereinigung von ADAV und SDAP

Als neuer Präsident wurde im Mai 1871 Wilhelm Hasenclever gewählt. An die Stelle des durch Mitgliederschwund eingegangenen Social-Demokrat erschien als neue parteieigene Zeitung Der Neue Social-Demokrat. In der folgenden Zeit hat die Zahl der Mitglieder wieder zugenommen. Auf der Generalversammlung von 1872 vertraten 44 Delegierte je nach Quelle etwa 7600 bis 8200 Mitglieder.
Im Verlauf der Versammlung wurde die Gewerkschaftsbewegung scharf kritisiert und eine Einigung mit der SDAP abgelehnt. Im Gegensatz zum ADAV bemühte sich die SDAP in der Folge aktiv um den Ausbau der Gewerkschaften. Bis zur Generalversammlung von 1873 hat sich die Mitgliederzahl auf 16.000 bis 19.000 mehr als verdoppelt. Der Vorsitzende Hasenclever wurde bestätigt. Erneut wurden Einigungsbestrebungen abgelehnt. Vor der Reichstagswahl von 1874, bei der die Partei drei Mandate erringen konnte, stellten die beiden Arbeiterparteien die gegenseitigen Angriffe gegeneinander zwar ein, aber die Generalversammlung des ADAV von 1874 sprach sich erneut gegen eine Vereinigung aus.
Bei der Parlamentsarbeit zeigten sich bald in vielen Fragen deutliche Übereinstimmungen zwischen beiden Arbeiterparteien. Außerdem entstand allmählich ein persönliches Vertrauensverhältnis zwischen den Parlamentariern. Ungewollt verstärkte auch der Staat durch Verhaftungen und andere Maßnahmen, die Anhänger beider Parteien trafen, die Tendenz zur Vereinigung noch. Am 8. Juni 1874 kam es zu Hausdurchsuchungen bei führenden Politikern des ADAV in Berlin. Insgesamt wurden im ersten Halbjahr 1874 87 Anhänger des ADAV verhaftet und einige von ihnen, darunter Wilhelm Hasenclever, zu Gefängnisstrafen verurteilt. Außerdem wurde der Verein in Berlin und einige Zeit später auch in den meisten anderen preußischen Städten geschlossen und am 25. Juni aufgelöst. Der Sitz des Vereins wurde nun nach Bremen verlegt. Nicht zuletzt unter dem Eindruck der antisozialdemokratischen Maßnahmen der preußischen Obrigkeit nahm die Bereitschaft zur Vereinigung auch im ADAV zu. Die Verhandlungen darüber begannen bereits Mitte Oktober 1874. Im Januar 1875 machte Hasenclever in einem Aufruf an die Parteimitglieder deutlich, welche Bedingungen der ADAV an eine Vereinigung stellte. Danach müssten sich ihre zentralen Forderungen in einem gemeinsamen Parteiprogramm wiederfinden lassen. Außerdem sprach er sich für die Beibehaltung einer straffen Leitung aus. Am 14. und 15. Februar arbeiteten Mitglieder beider Parteien dann das künftige Programm- und Organisationsstatut aus.
Auf einem Kongress vom 22. bis 27. Mai 1875 in Gotha schloss sich der ADAV im Rahmen des Gothaer Programms mit der 1869 entstandenen SDAP zur Sozialistischen Arbeiterpartei Deutschlands (SAPD) zusammen, die sich 1890 in Sozialdemokratische Partei Deutschlands (SPD) umbenannte.
Am 28. Mai 1875 verkündete Wilhelm Hasenclever, der letzte Präsident des ADAV, der nunmehr auch dem Vorstand der SAP angehörte, die offizielle Auflösung des ADAV.

## ADAV (Sitz Hamburg)
Eine von C.A. Bräuer und J. Röthing geführte „orthodox-lassalleanische“ Gruppe spaltete sich 1873 vom ADAV ab und konstituierte sich 1875 als Allgemeiner Deutscher Arbeiterverein (Sitz Hamburg). Die vermutlich nicht mehr als einige hundert Mitglieder zählende Vereinigung unterstützte das Sozialistengesetz und trat 1909 dem Reichsverband gegen die Sozialdemokratie bei.

## Präsidenten
| Name                                                                       | Amtszeit                                    | Anmerkungen                                    |
| Allgemeiner Deutscher Arbeiterverein (ADAV)                                | Allgemeiner Deutscher Arbeiterverein (ADAV) | Allgemeiner Deutscher Arbeiterverein (ADAV)    |
| -------------------------------------------------------------------------- | ------------------------------------------- | ---------------------------------------------- |
| Ferdinand Lassalle                                                         | 23. Mai 1863–31. August 1864                |                                                |
| Otto Dammer                                                                | 1. September–2. November 1864               | Interimspräsident                              |
| Bernhard Becker                                                            | 2. November 1864–21. November 1865          |                                                |
| Friedrich Wilhelm Fritzsche                                                | 21.–30. November 1865                       | Vizepräsident und geschäftsführender Präsident |
| Hugo Hillmann                                                              | 30. November–31. Dezember 1865              | Vizepräsident und geschäftsführender Präsident |
| Carl Wilhelm Tölcke                                                        | 1. Januar 1866–18. Juni 1866                |                                                |
| August Perl                                                                | 18. Juni 1866–19. Mai 1867                  |                                                |
| Johann Baptist von Schweitzer                                              | 20. Mai 1867–30. Juni 1871                  |                                                |
| Wilhelm Hasenclever                                                        | 1. Juli 1871–25. Mai 1875                   |                                                |
| Lassallescher Allgemeiner Deutscher Arbeiterverein (LADAV) (Hatzfeldianer) |                                             |                                                |
| Friedrich Wilhelm Emil Försterling                                         | 16. Juni 1867–1868                          |                                                |
| Fritz Mende                                                                | 5. Juli 1868–1873                           |                                                |

## Versammlungen des ADAV
| Datum                              | Ort                                       | Anmerkungen                                                          |
| ---------------------------------- | ----------------------------------------- | -------------------------------------------------------------------- |
| 1863, 23. Mai                      | Gründungsversammlung in Leipzig           |                                                                      |
| 1864, 27. bis 30. Dezember         | 1. Generalversammlung in Düsseldorf       | Parteiausschluß Julius Vahlteich                                     |
| 1865, 30. November bis 1. Dezember | 2. Generalversammlung in Frankfurt/Main   | Carl Wilhelm Tölcke wird zum Präsidenten gewählt                     |
| 1866, 17. Juni                     | 3. Generalversammlung in Leipzig          | Beschluß: Allg. Wahlrecht Hauptaufgabe des ADAV; Perl wird Präsident |
| 1866, 27. Dezember                 | 4. Generalversammlung in Erfurt           | Bruch mit Gräfin Hatzfeld                                            |
| 1867, 19. bis 20. Mai              | 5. Generalversammlung in Braunschweig     | Wahl Johann Baptist von Schweitzer zum Präsidenten                   |
| 1867, 22. November                 | 6. Generalversammlung in Berlin           | Forderung: 10 Std.- Tag                                              |
| 1868, 22. bis 26. August           | 7. Generalversammlung in Hamburg          | Thema: Streik und Gewerkschaften                                     |
| 1869, 28. März bis 1. April        | 8. Generalversammlung in Elberfeld-Barmen | Einschränkung der Vollmachten des Präsidenten                        |
| 1870, 5. bis 10. Januar            | 9. Generalversammlung in Berlin           |                                                                      |
| 1871, 18. bis 25. Mai              | 10. Generalversammlung in Berlin          | Wahl Wilhelm Hasenclever zum Präsidenten                             |
| 1872, 22. bis 25. Mai              | 11. Generalversammlung in Berlin          | Ablehnung Zusammenschluss mit der SDAP                               |
| 1873, 18. bis 24. Mai              | 12. Generalversammlung in Berlin          | Bestätigung von Hassenclever im Amt                                  |
| 1874, 26. bis 5. Juni              | 13. Generalversammlung in Hannover        | Erneutes Votum gegen Zusammenschluss mit SDAP                        |

## Der ADAV in der Historiographie

### Einschätzung der marxistischen Geschichtsschreibung
Obwohl sich vor allem in der Zeit des Sozialistengesetzes der Marxismus in der Sozialdemokratie durchgesetzt hatte, blieb Ferdinand Lassalle unter den Arbeitern und Anhängern der Partei außerordentlich populär. Nicht zuletzt, weil er und seine Nachfolger Meinungen vertraten, die nicht mit dem Marxismus übereinstimmten, war die halboffizielle Parteihistoriographie – so etwa von Franz Mehring – gegenüber dem Gründer und seiner Partei kritisch eingestellt.
Angesichts der anhaltenden Popularität Lassalles argumentierte Mehring, dass die „Schwächen“ – beispielsweise des Offenen Antwortschreibens – vor allem deshalb bestanden hätten, da Marx die entscheidenden Schriften zu vielen Fragen erst nach dem Tod Lassalles veröffentlicht habe. In Hinblick auf die Politik Schweitzers deutet Mehring eine vorsichtige Abkehr „von den Einseitigkeiten und Schwächen“ Lassalles an. Damit gemeint war wohl eine Annäherung an marxistische Positionen. Trennend blieben jedoch bei Mehring die unterschiedlichen Positionen in der deutschen Frage und in Hinblick auf die Beurteilung des Parlamentarismus. Vor allem den Etatismus des ADAV beurteilte Mehring kritisch. Am Ende habe sich die Position des ADAV überlebt. Unausgesprochen stand dahinter die Auffassung, dass die marxistische Position sich seither durchgesetzt habe.
Bei aller Kritik urteilte Mehring in einem Artikel der Neuen Zeit doch letztlich versöhnlich: „Die deutsche Sozialdemokratie braucht sich diesen doch immer sehr bedeutsamen Theil ihrer Parteigeschichte nicht verekeln zu lassen.“ Vor allem wegen ihres Detailreichtums ist Mehrings Geschichte der deutschen Sozialdemokratie für die Geschichte des ADAV weiterhin unentbehrlich.
Radikalisiert wurde die Kritik an Lassalle im 20. Jahrhundert von der kommunistisch geprägten Geschichtsschreibung, vor allem in der DDR. In der vom Institut für Marxismus-Leninismus beim ZK der SED herausgegebenen Geschichte der deutschen Arbeiterbewegung wurde Lassalle vorgeworfen, er habe zwar einige Gedanken von Marx und Engels aufgegriffen, sie aber entstellt und habe in der deutschen Arbeiterbewegung „ein System schändlicher opportunistischer Ideen“ verbreitet. Auch wenn dieses Werk der Parteihagiographie alles tat, um den ADAV zu einer Randerscheinung zu machen, kam es doch nicht darum herum, einzuräumen, dass der Verein „ein wichtiges Glied in der Kette von Vereinigungen, die zur Entstehung der sozialistischen Arbeiterbewegung“ geführt habe, gewesen sei. Lenin zitierend sah die SED das historische Verdienst des ADAV darin, dass dieser „die Arbeiterklasse aus einem Anhängsel der liberalen Bourgeoisie zu einer selbstständigen politischen Partei machte.“ Dennoch wurde der ADAV insgesamt – angelehnt an Karl Marx Äußerungen in dessen Kritik am Gothaer Programm – als ein sektiererischer staatssozialistischer und klassenversöhnlicher Irrweg, und die eigene Traditionslinie (der SED) auf die Richtung um August Bebel und Wilhelm Liebknecht zurückgeführt.
Hinsichtlich der konkreten Forschung gab es in der DDR vor allem seit den 1980er Jahren allerdings eine deutliche Versachlichung und Beschäftigung mit dem Thema. In den letzten Jahren des Bestehens der DDR und den Wendejahren um 1989/90 entstanden drei Dissertationen zum ADAV in Leipzig, die zwar an einigen traditionellen Grundeinschätzungen der SED festhielten, diese zum Teil jedoch deutlich modifizierten.

### Die Forschung in der Bundesrepublik
Auch in der Bundesrepublik Deutschland haben aktuelle politische Erscheinungen die Haltung zum ADAV und zu Lassalle mitgeprägt. So hat die SPD nach der Wende von Godesberg die staatsbejahenden und sozialreformerischen Aspekte zur historischen Legitimierung ihrer veränderten Position genutzt.
Die Entwicklung in der bundes- und später gesamtdeutschen Forschung ist widersprüchlich. Die Geschichte des ADAV ist durch die Sammlung zentraler Materialien und Dokumente der Partei durch Dieter Dowe leicht zugänglich. Allerdings gibt es Lücken in der Überlieferung der Vereinszeitschriften. Außerdem existieren Bibliographien zum Thema. In der neueren wissenschaftlichen Forschung in der Bundesrepublik existieren dennoch nur wenige monographische Werke die die Geschichte der Partei vollständig nachzeichnen. Aus jüngerer Zeit existiert ein von Toni Offermann herausgegebener Band mit Materialien zur Organisation und Sozialstruktur. Die Arbeit von Arno Herzig von 1979 versuchte über einen biographischen Ansatz die Entwicklung der Partei nachzuzeichnen. Diese Arbeit über Tölcke hinaus von großer Bedeutung für die Geschichte der Partei insgesamt. Daneben existieren eine ganze Reihe von Lokal- oder Spezialstudien. Hinzu kommen Beiträge in Sammelbänden und den einschlägigen wissenschaftlichen Zeitschriften.
Eine wichtige Rolle spielt der ADAV in den Darstellungen zur Frühgeschichte der Arbeiterbewegung. Aus den letzten Jahrzehnten sind dazu vor allem die Arbeiten von Thomas Welskopp und Christian Gotthardt zu nennen. Dabei geht es beiden vor allem um die Entstehung lokaler (sozialdemokratischer) Milieus nicht so sehr um die Organisation und Entwicklung der Partei selbst. In einigen Gesamtdarstellungen zur Geschichte der Sozialdemokratie wird wie bei Heinrich Potthoff die Geschichte des ADAV im Wesentlichen auf die Tätigkeit Lassalles beschränkt, die weit längere Phase danach bleibt ausgeblendet. Ebenso personen- und ideologiezentriert die Darstellung bei Helga Grebing. Hatte Grebing die ideologischen Unterschiede zwischen den beiden konkurrierenden Arbeiterparteien betont, argumentiert Potthoff, dass die Ähnlichkeiten doch überwogen und der ADAV dem Marxismus näher gestanden habe, als vielfach behauptet wurde. Auch in modernen Gesamtdarstellungen zur Geschichte der Sozialdemokratie etwa bei Lehnert dominiert die Agitation Lassalles, während die Ära Schweitzer kaum eine Rolle spielt. Auch Lehnert sieht mehr Gemeinsamkeiten als Trennendes zwischen ADAV und den Eisenachern. Vor allem aber betont er, dass die Bedeutung des ADAV in der Trennung der Arbeiterbewegung vom liberalen Bürgertum gelegen habe.
Von den großen Gesamtdarstellungen zur deutschen Geschichte, die in den letzten Jahrzehnten erschienen, betont Thomas Nipperdey die Unterschiede zwischen dem Programm des ADAV und dem Marxismus. Auch er hebt dabei den Bruch mit dem Liberalismus hervor. Etwas Neues sei es gewesen, dass ausgehend von Lassalle ein politischer Glaube entstand, mit dem sich die Mitglieder identifizierten, der Sinn stiftete und das ganze Leben prägte. Auch Hans-Ulrich Wehler betont die Trennung vom Liberalismus als ein Ergebnis des Auftreten des ADAV. Daneben hebt er die gewerkschaftskritische Haltung und den diktatorischen Führungsstil innerhalb der neuen Partei hervor. Bei beiden Autoren spielt der Gegensatz zwischen ADAV und den Eisenachern in der Deutschen Frage eine bedeutende Rolle.